# Svetlana Mirónova
Svetlana Ígorevna Mirónova –en ruso, Светлана Игоревна Миронова– (Moriakovski Zaton, 22 de febrero de 1994) es una deportista rusa que compite en biatlón. Participó en los Juegos Olímpicos de Pekín 2022, obteniendo una medalla de plata en la prueba de relevo.

## Palmarés internacional
| Juegos Olímpicos | Juegos Olímpicos | Juegos Olímpicos | Juegos Olímpicos |
| Año              | Lugar            | Medalla          | Prueba           |
| ---------------- | ---------------- | ---------------- | ---------------- |
| 2022             | Pekín (China)    | Medalla de plata | Relevo           |